# Cuchillo de las Juventudes Hitlerianas
El cuchillo de las Juventudes Hitlerianas (en alemán, Hitler-Jugend-Fahrtenmesser) era un arma blanca similar a la que tenían las Schutzstaffel (SS) o Camisas Pardas (SA), que se vendía a los jóvenes varones milicianos pertenecientes a las Juventudes Hitlerianas del Partido Nacionalsocialista Alemán de los Trabajadores entre 1922 y 1945. El cuchillo formaba parte de la indumentaria y, en ocasiones puntuales, era ofrecida a los que lograban pasar con éxito pruebas menores.
Como la mayor parte de los productos fabricados bajo el Tercer Reich, los cuchillos contenían el logo circular de la oficina nacional de control Reichszeugmeisterei (RZM) con los dígitos únicos de fabricación siguiendo el formato: xx/yy/zz, donde "xx" indicaba la siderúrgica; "yy", el fabricante de cuchillos; y "zz", el año de producción. También poseían una pequeña esvástica en el anverso de la empuñadura y únicamente los primeros que se fabricaron llevaban una inscripción en la hoja que rezaba «Blut und Ehre!» ('¡Sangre y honor!'). No obstante, dicha práctica se abolió poco más tarde, siendo un detalle específico para los cuchillos de los cuerpos de élite, como las Schutzstaffel (SS).

## Características

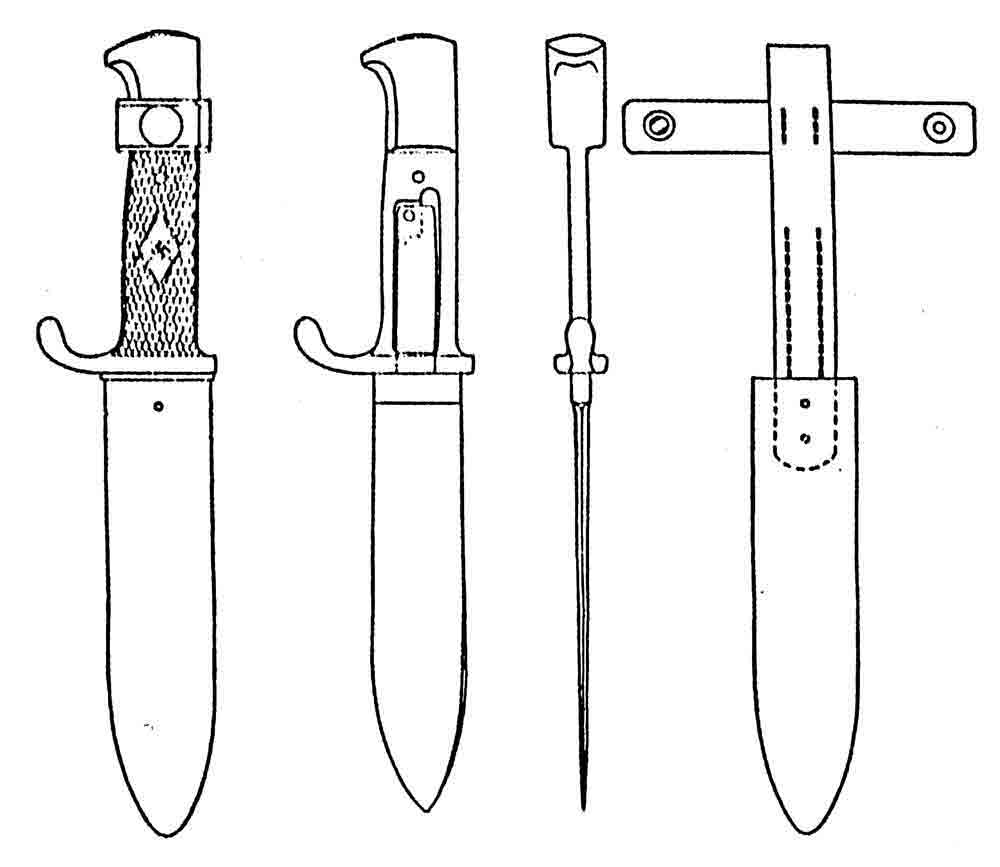
Bosquejo para el cuchillo de excursión. Documento oficial de la RJF y de la RZM para los fabricantes de los HJ-Fahrtenmessers.

- Material: zinc niquelado, hierro y plástico.
- Longitud con vaina: 255mm[1]
- Longitud sin vaina: 245mm
- Longitud de la hoja: 140mm
- Ancho en el ricasso: 25mm